# Hârtop
Hârtop es una comuna ubicada en el distrito de Suceava, Rumania.

## Superficie
Posee una superficie de 15,67 kilómetros cuadrados.

## Demografía
Hasta 2021 la población era de 2503 habitantes, con una densidad de población de 159,7 habitantes por kilómetro cuadrado.